# Amerikanizace (hereze)
Amerikanismus byl kolem roku 1900 politickým a náboženským názorem připisovaným některým americkým katolíkům a odsuzovaným Svatým stolcem jako kacířství .

## Historie

### Amerika
V 90. letech 19. století evropští „kontinentálně-konzervativní“ duchovní poukázali na známky modernismu neboli klasického liberalismu, které papež Pius IX. odsoudil v Sylabu omylů v roce 1864, mezi vírou a učením mnoha členů americké katolické hierarchie, kteří obvinění odmítali.  Papež Lev XIII. napsal proti těmto myšlenkám breve formou dopisu kardinálu Jamesi Gibbonsovi, publikovaném jako Testem benevolentiae nostrae.
Dlouhodobým výsledkem bylo, že irští katolíci, kteří měli z největší části vliv na katolickou církev ve Spojených státech, stále více prokazovali naprostou loajalitu k papeži a potlačovali jakékoli stopy liberálního myšlení na katolických školách (např. arcibiskup John Ireland). Konflikt byl v podstatě kulturní, protože kontinentální konzervativní Evropané, rozhněvaní těžkými útoky na katolickou církev v Německu, Francii a dalších evropských zemích, se rozhodli potlačit individualistický postoj v Americe.

### Evropa
Během francouzské třetí republiky, založené v roce 1870, moc a vliv francouzského katolicismu neustále klesaly. Francouzská vláda přijala zákony, které se stále přísněji dotýkaly církve, a většina francouzských občanů nic nenamítala. Ve skutečnosti začali hledat rady u zákonodárců a ne u duchovenstva.
Pozorujíc to a povzbuzeni akcí papeže Lva XIII., který v roce 1892 vyzval francouzské katolíky, aby loajálně přijali republiku (a zároveň neopustili víru), se několik mladých francouzských kněží rozhodlo zastavit pokles moci a prestiže francouzské části katolické církve. Usoudili, že protože Církev převážně sympatizovala s monarchisty a profilovala se jako nepřátelská k Republice, a také protože se držela stranou moderních filozofií a praktik, lidé se od ní ve velké měřítku odvraceli. Pokrokoví kněží věřili, že církev dělá příliš málo pro kultivaci individuálního charakteru a klade příliš velký důraz na rutinní stránku náboženského zachovávání. Poznamenali také, že katolicismus příliš nevyužívá moderní prostředky propagandy, jako jsou sociální hnutí, organizace klubů nebo zakládání osad. Církev se zkrátka nepřizpůsobila moderním potřebám a tito kněží se to snažili napravit. Začali domácí apoštolát, který měl jako jeden ze svých shromážděných pokřiků "Allons au peuple" ("Pojďme k lidem"). Agitovali za sociální a filantropické projekty, za užší vztah mezi kněžími a farníky a za všeobecnou kultivaci osobní iniciativy jak u kléru, tak u laiků. Ne nepřirozeně hledali inspiraci v Americe. Spatřovali v tom energickou Církev mezi svobodnými lidmi, s kněžími veřejně respektovanými a s náznakem agresivní horlivosti v každém projektu katolického podnikání.